# Windscheidstraße 25–31 / Harleßstraße

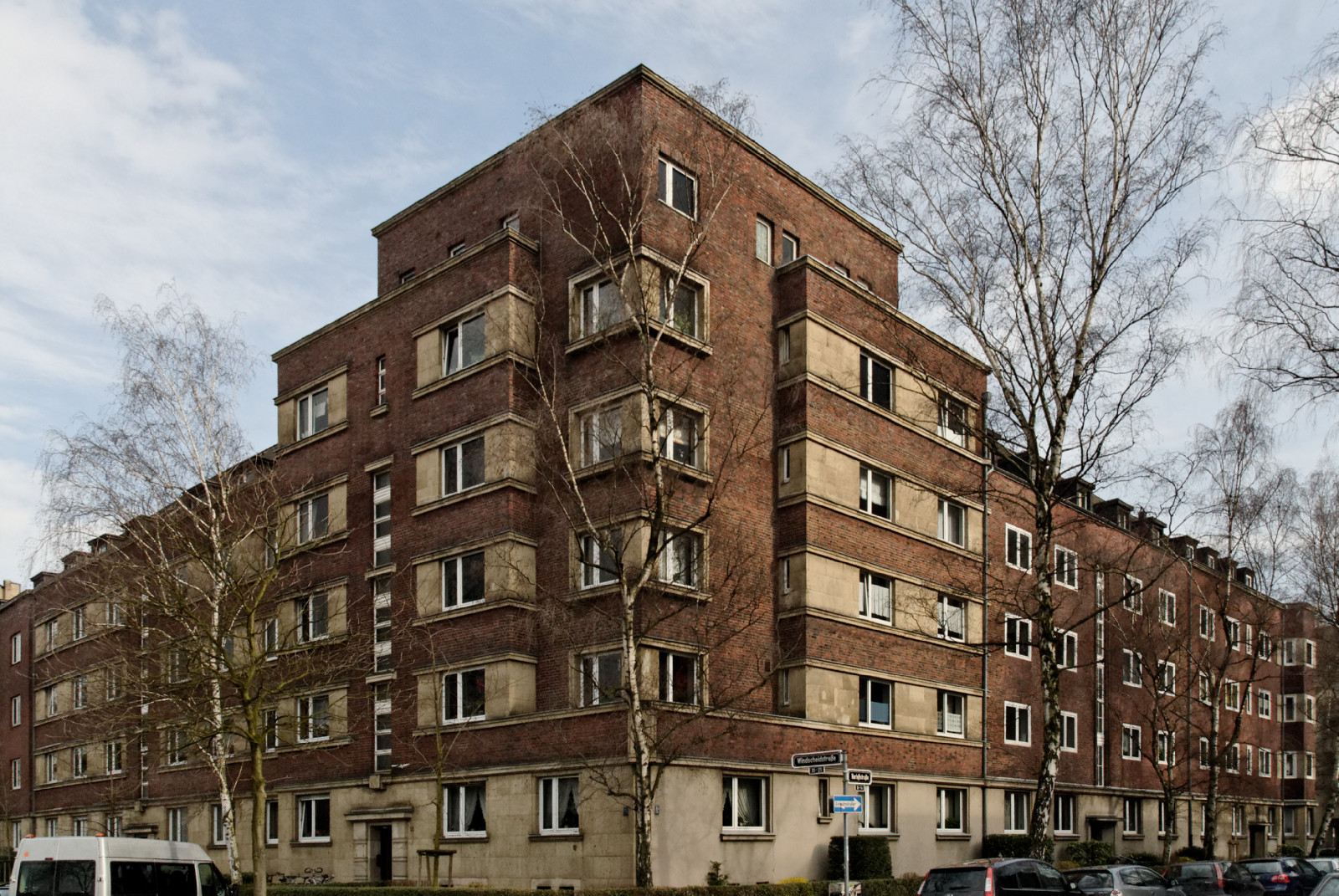
Ecktrakt an der Straßeneinmündung

Der Wohnblock Windscheidstraße 25–31 / Harleßstraße im Düsseldorfer Stadtteil Düsseltal wurde 1928 nach Entwürfen der Architekten Josef Schönen und Willy Krüger für die Beamten-Wohnungsbaugenossenschaft eGmbH erbaut.
Die Baugruppe mit insgesamt 81 Kleinwohnungen ist ein Beispiel für die Architektur der Neuen Sachlichkeit in Düsseldorf und belegt, dass sich in Düsseldorf „eine neue und sachliche, moderne Architektursprache durchgesetzt hatte in ihrer spezifisch Düsseldorfer Variante“, die „deutlich die Züge der Gesolei-Bauten von Wilhelm Kreis trägt“. Der vier- bis sechsgeschossige kubische Baukörper besitzt Backsteinfassaden über einem Werksteinsockel.